# 金德现
金德现（韓語：김덕현，1985年12月8日—），韩国男子田径运动员。他曾获得2010年亚洲运动会男子跳远金牌。他也曾参加2008年夏季奥运会、2012年夏季奥运会和2016年夏季奥运会。